# Elección municipal de San Miguel de 2015
La elección municipal de San Miguel de 2015 se llevó a cabo el día 1 de marzo de 2015, en esta elección se eligió al alcalde de San Miguel en El Salvador para el período de los años 2015-2018 y a su concejo municipal. El resultado de la elección fue la victoria del candidato Miguel Pereira del partido FMLN, y la derrota de Will Salgado candidato de GANA a la reelección por una quinta vez, luego de haber gobernado el municipio por 15 años desde el año 2000 hasta el año 2015.